# Nomarussia Bonase

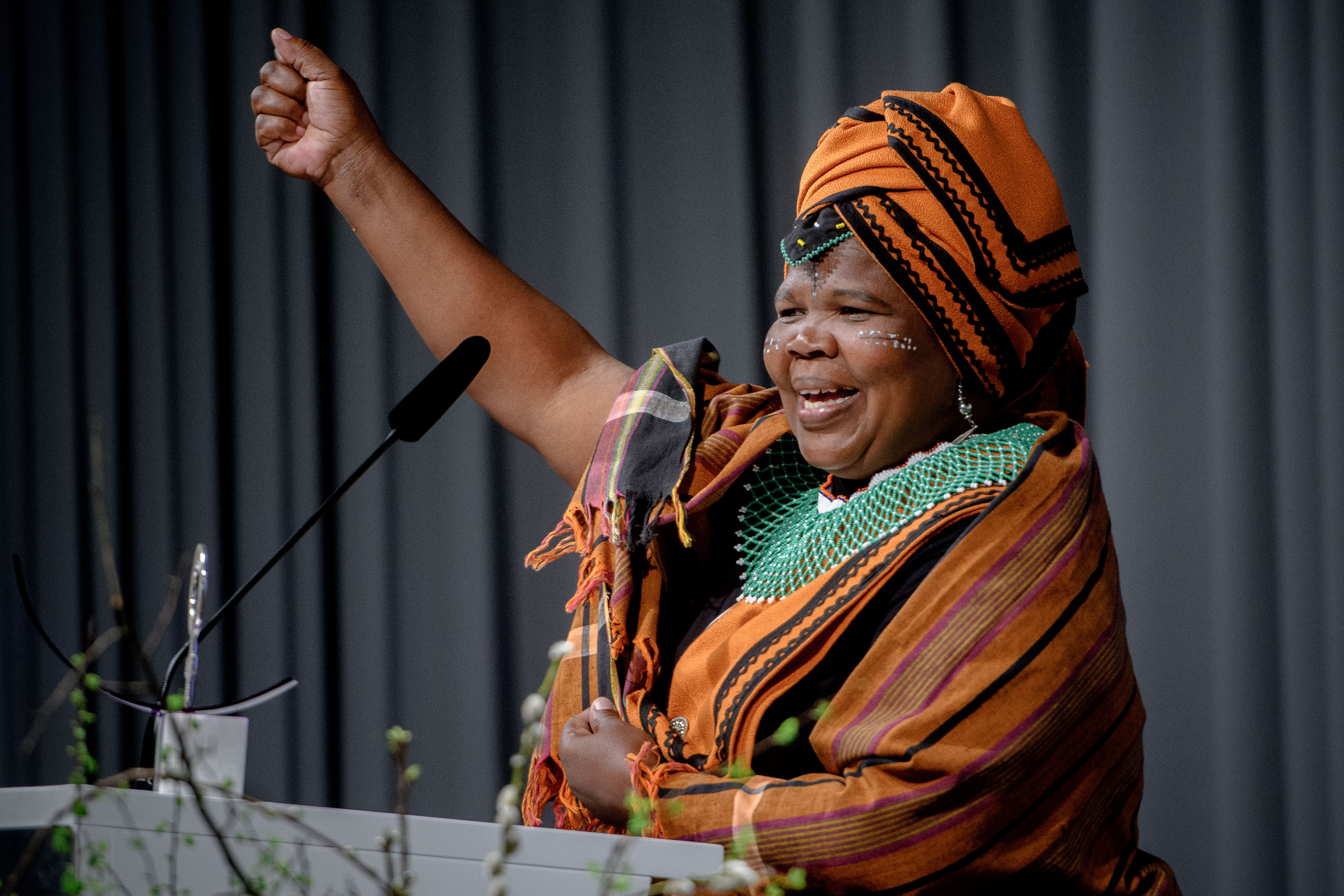
Nomarussia Bonase bei ihrer Preisrede für den Anne-Klein-Frauenpreis 2017

Nomarussia Bonase (geboren 1966) ist eine südafrikanische Menschenrechtsaktivistin. Sie setzt sich insbesondere für die Rechte von Frauen ein, die unter der Apartheid in Südafrika litten.

## Leben und Werk
Nomarussia Bonase wuchs als Tochter eines Bergarbeiters in der Nähe von Johannesburg auf. Ihre Mutter hatte hochschwanger massive Gewalt auch sexueller Natur erfahren. Nomarussia Bonase strebte schon früh nach Bildung, zeigte gleichzeitig bereits in ihrer Schulzeit politisches Bewusstsein und vertrat wiederholt Anliegen ihrer Mitschüler gegenüber der Schulleitung. Der Besuch einer Universität war ihr aus finanziellen Gründen nicht möglich. Sie begann nach der Schule eine Tätigkeit bei einer Transportfirma, wo sie sich bald gewerkschaftlich engagierte. Nomarussia Bonase verlor einen Bruder bei den gewaltsamen Auseinandersetzungen in Johannesburg im Übergang zur Demokratie.
Bonase ist National Coordinator der Organisation Khulumani, die sich für die Opfer und Überlebenden des Apartheidregimes in Südafrika einsetzt, insbesondere für diejenigen, die nicht von der Wahrheits- und Versöhnungskommission gehört wurden. Unter anderem fordert die Organisation die Anerkennung der Tatsache, dass sexuelle Gewalt in dieser Zeit von Seiten des Regimes gezielt als Waffe eingesetzt wurde. Sie ermutigt Frauen, sich aktiv am Versöhnungsprozess im Land zu beteiligen und ihre spezifischen Perspektiven als Frauen einzubringen. Nomarussia Bonase setzt sich speziell für Witwen von Bergarbeitern ein, deren Ehemänner während des südafrikanischen Bergarbeiterstreiks 2012 in Marikana von der Polizei erschossen wurden. Die Motivation für ihre Arbeit zieht Bonase auch aus dem selbst erlebten Unrecht.
Für ihr Engagement für die Frauenrechte in Südafrika wurde sie von der Heinrich-Böll-Stiftung 2017 mit dem Anne-Klein-Frauenpreis ausgezeichnet.